# Мельник, Виктор Владимирович
Ви́ктор Влади́мирович Ме́льник (укр. Ві́ктор Володи́мирович Ме́льник (11 августа 1980, Киев, СССР) — украинский футболист, полузащитник.

## Биография
Воспитанник ДЮСШ «Локомотив», город Киев. В «Черноморец» перешёл в июле 2008 года. Выступал за команды: «Металлург» и «Металлург-2» из города Запорожье, «Оболонь» из Киева, «Кривбасс» из города Кривой Рог.